# Balog Csaba (politikus)
Balog Csaba (1971.03.29. -) vállalkozó, politikus, a Mi Hazánk Mozgalom angyalföldi önkormányzati képviselője és budapesti elnöke, országgyűlési képviselőjelölt a 2025-ös újpesti időközi  választáson.

## Tanulmányok
Híradástechnikai üzemmérnök diploma, radarüzemeltető mérnök, a honvédségnél dolgozott, majd vállalkozóként pékséget és boltokat üzemeltet a XIII. és a IV. kerületben, saját cégének ügyvezetője. (Szépvölgyi Pékség - BCS Cukrászat Kft).

## Családja
Nős, négy gyermeke van - három fiú, egy leány. Felesége Balogné Marosvölgyi Anna önkormányzati képviselő Budapest III. kerületi önkormányzatában.

## Közéleti tevékenysége
2022. június 17-én a Mi Hazánk budapesti alelnöke.
A 2024-es önkormányzati választáson  Budapest XIII. kerületében a Mi Hazánk polgármesterjelöltje, egyéni képviselőjelöltje és listavezetője volt, utóbbiról szerzett önkormányzati képviselői mandátumot Budapest 13. Kerületi Önkormányzatban a 2024-2029. választási ciklusban.
Budapest 13. Kerületi Önkormányzat Jogi és Közbiztonsági Bizottságának a tagja.

### Időközi országgyűlési képviselő választás Újpesten
A 2025. március 23-i 2025-ös újpesti időközi  választáson, Budapesti 11. sz. országgyűlési egyéni választókerületben a Mi Hazánk képviselőjelöltjeként indul. Az ajánlásokat már az első napon összegyűjtötték.
"Újpest is a Mi Hazánk!" című bemutatkozó videóiban kiemeli a kerületi kórház, a sportlétesítmények, ingyenes parkolóhelyek, a gyógyfürdő fontosságát és a munkahelyek hazai munkaerővel történő működtetését. 
Szükségesnek tartja az erősebb rendőri jelenlétet Budapesten is.
„Ne mondjunk le semmiről, tegyünk az otthonunkért!” - nyilatkozta az Újpesti Hírmondóban. Új lehetőséget kínálni Újpesten, ez a célja - nyilatkozta a Magyar Jelennek.